# Espeletia
Espeletia är ett släkte av korgblommiga växter. Espeletia ingår i familjen korgblommiga växter.

## Bildgalleri

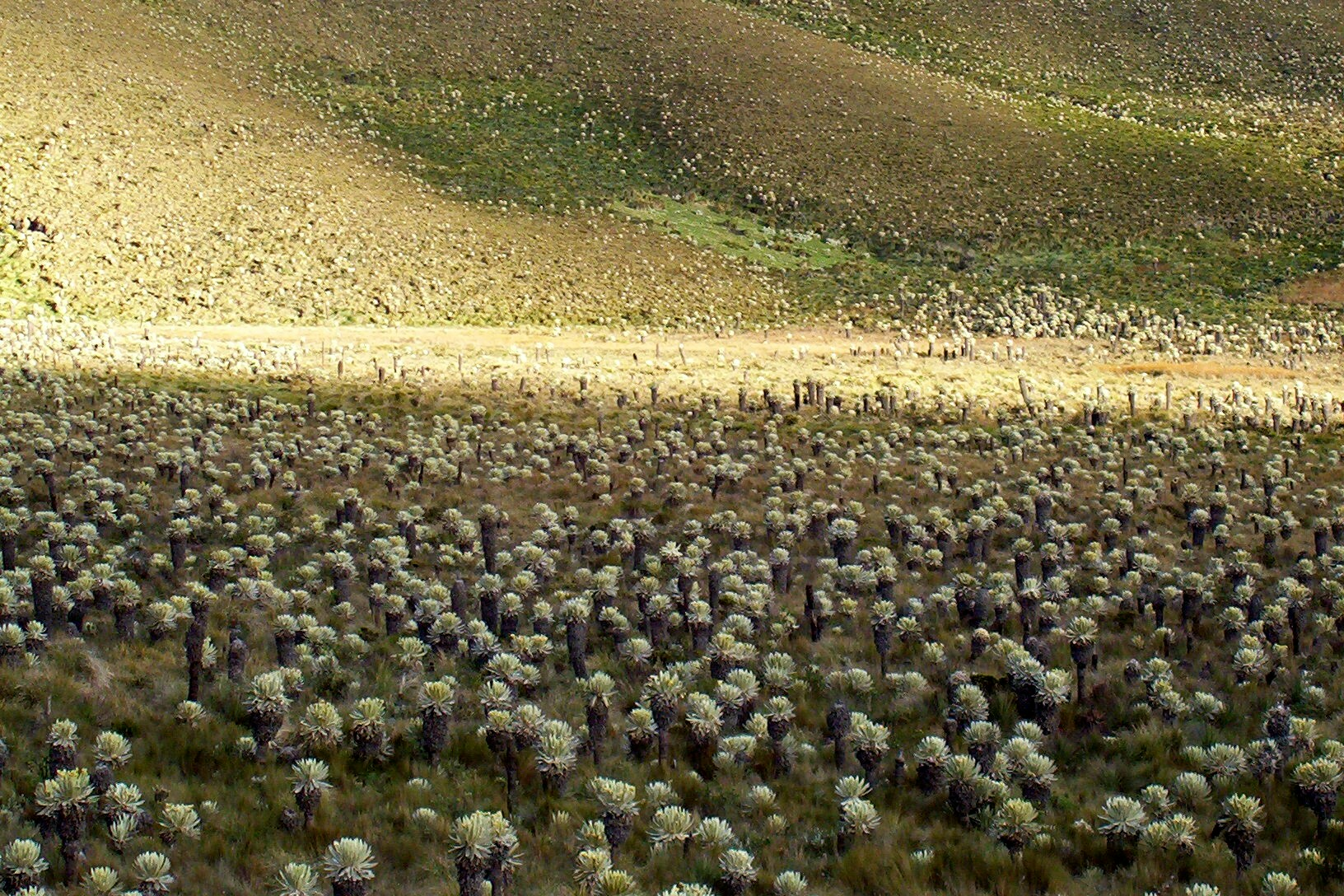
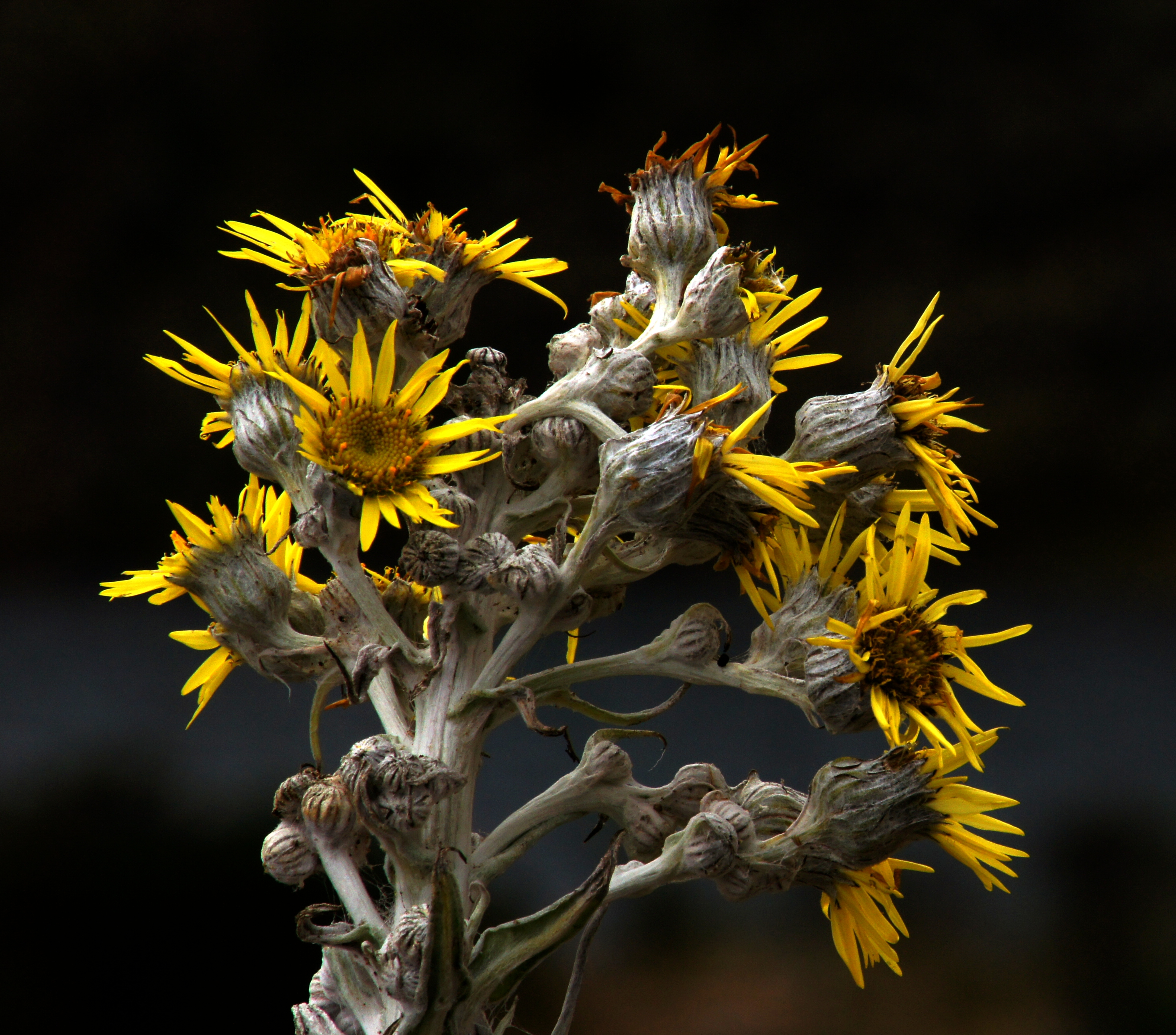
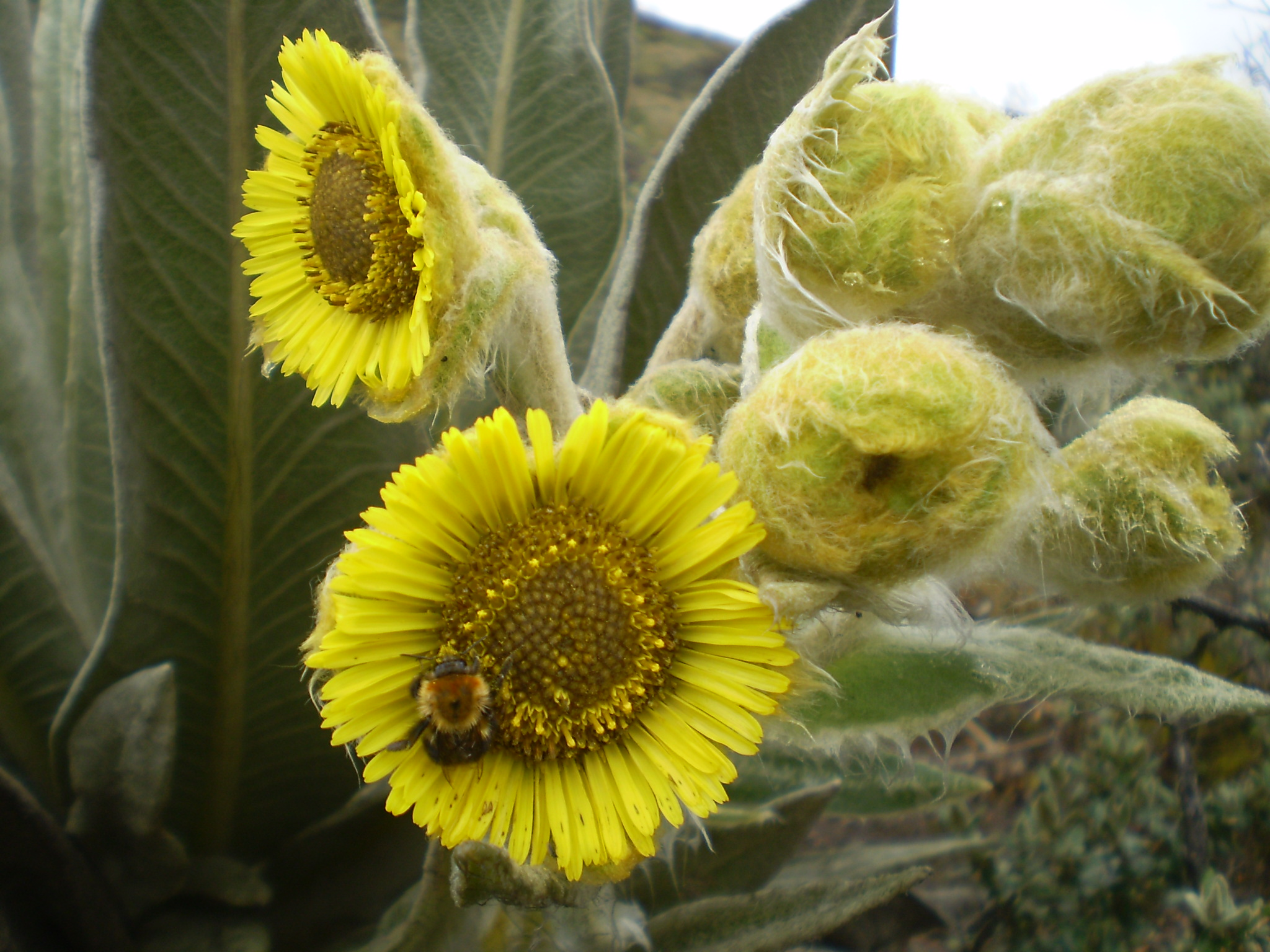
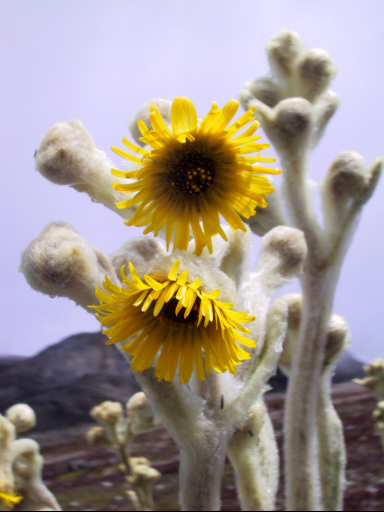
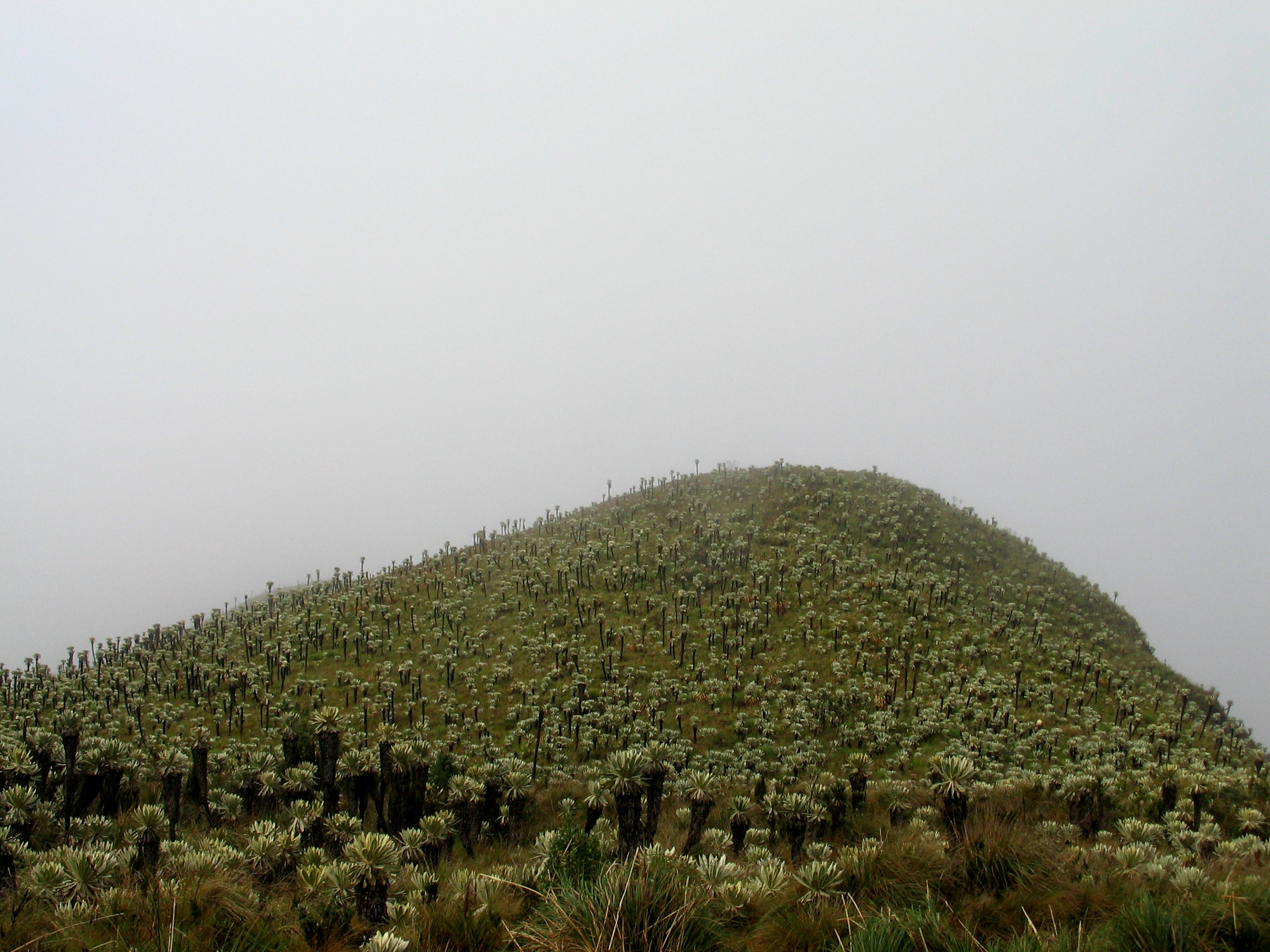
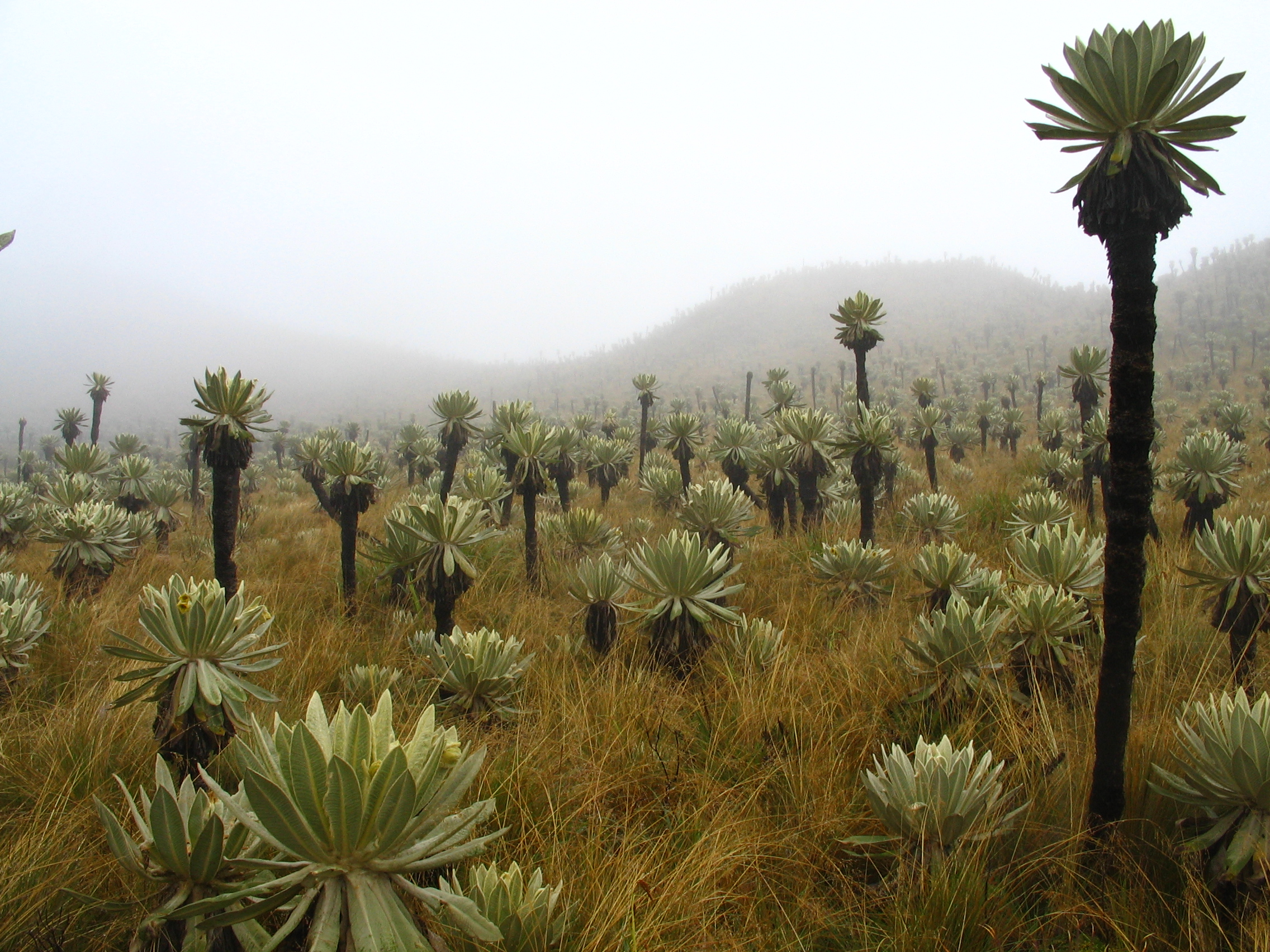

## Dottertaxa tillEspeletia, i alfabetisk ordning[1]
- Espeletia algodonosa
- Espeletia almorzana
- Espeletia alternifolia
- Espeletia annemariana
- Espeletia arbelaezii
- Espeletia argentea
- Espeletia aristeguietana
- Espeletia aurantia
- Espeletia azucarina
- Espeletia barclayana
- Espeletia batata
- Espeletia boyacensis
- Espeletia brachyaxiantha
- Espeletia brassicoidea
- Espeletia cabrerensis
- Espeletia canescens
- Espeletia cayetana
- Espeletia centroandina
- Espeletia chocontana
- Espeletia cleefii
- Espeletia cochensis
- Espeletia congestiflora
- Espeletia conglomerata
- Espeletia cuniculorum
- Espeletia curialensis
- Espeletia discoidea
- Espeletia dugandii
- Espeletia estanislana
- Espeletia frontinoensis
- Espeletia garcibarrigae
- Espeletia grandiflora
- Espeletia guascensis
- Espeletia hartwegiana
- Espeletia idroboi
- Espeletia incana
- Espeletia jajoensis
- Espeletia jaramilloi
- Espeletia killipii
- Espeletia leporina
- Espeletia lopezii
- Espeletia marnixiana
- Espeletia marthae
- Espeletia miradorensis
- Espeletia murilloi
- Espeletia nana
- Espeletia nemekenei
- Espeletia occidentalis
- Espeletia oswaldiana
- Espeletia pachoana
- Espeletia paipana
- Espeletia perijaensis
- Espeletia phaneractis
- Espeletia praefrontina
- Espeletia pycnophylla
- Espeletia robertii
- Espeletia rositae
- Espeletia schultesiana
- Espeletia schultzii
- Espeletia semiglobulata
- Espeletia smithiana
- Espeletia standleyana
- Espeletia steyermarkii
- Espeletia summapacis
- Espeletia tachirensis
- Espeletia tapirophila
- Espeletia tenorae
- Espeletia tillettii
- Espeletia tunjana
- Espeletia ulotricha
- Espeletia uribei
- Espeletia weddelii
- Espeletia verdeana